# 田丸裕臣
田丸 裕臣（たまる ひろおみ、11月7日 - ）は、日本の男性声優。以前はゆーりんプロ、ビーボに所属していた。東京都出身。アミューズメントメディア総合学院出身。

## 出演

### テレビアニメ
2009年
- 夢色パティシエール（カメラマン）

2010年
- 世紀末オカルト学院（キャスター）
- 薄桜鬼（長州藩士）
- FAIRY TAIL（コック）

2011年
- 世界一初恋2（アナウンス）
- デッドマン・ワンダーランド（囚人、午安）

2012年
- あっちこっち（スパルタ人、死神）
- イクシオン サーガ DT（客引きA）
- 妖狐×僕SS（男性教師）
- シャイニング・ハーツ 〜幸せのパン〜（警備兵A）
- ソードアート・オンライン（プレイヤー、風林火山メンバー、レストランの客、軍の兵士、剣士）
- 探検ドリランド（銃職人）
- つり球

2013年
- げんしけん 二代目（三上）
- 幻影ヲ駆ケル太陽（親戚）
- 生徒会の一存 Lv.2（営業）
- メガネブ!（医者、教師、生徒）

2014年
- ガイストクラッシャー（リーチ隊員）
- サムライフラメンコ（闇児の祖父、店員）
- ドラえもん（テレビ朝日版第2期）（店主B）
- ひめゴト（ナンパ男A）
- ブレイドアンドソウル（筆頭黒服、黒服）

2015年
- デス・パレード（友人B）
- デュラララ!!×2 転（ヘブンスレイブ）

2017年
- 覆面系ノイズ（ディレクター）
- ナナマル サンバツ（保科）

2018年
- グラゼニ（森川、鎌谷、会社員、水野）

2019年
- 警視庁 特務部 特殊凶悪犯対策室 第七課 -トクナナ-（男）

2021年
- バクテン!!（男性、男子生徒、選手）

2024年
- 黄昏アウトフォーカス（ホッケーコーチ）
- 君は冥土様。（男性）

### 劇場アニメ
- 真救世主伝説 北斗の拳ZERO ケンシロウ伝（2008年）
- 虐殺器官（2017年、ネルソン[4]）

### OVA
- 世紀末オカルト学院「さよならツッチー」（2011年、専門家C）※BD / DVD 第5巻収録
- 世界一初恋 〜小野寺律の場合〜（2011年、男子生徒）

### Webアニメ
- +チック姉さん（2011年、不良A）
- こいけん! 〜私たちアニメになっちゃった!〜（2012年、マネージャー）
- オルタード・カーボン:リスリーブド（2020年、Additional Voice）

### ゲーム
2006年
- SIMPLE2000シリーズ Vol.101 THE お姉チャンポン 〜THE姉チャン2特別編〜（アナウンサー、天の声）
- SIMPLE2000シリーズ Vol.102 THE 歩兵（兵士）

2009年
- Starry☆Sky 〜in Summer〜（矢来）

2010年
- アガレスト戦記2（ゲオルグ）
- Starry☆Sky 〜in Summer〜 Portable（矢来）
- デュラララ!! 3way standoff（黄巾賊）

2011年
- 第2次スーパーロボット大戦Z 破界篇（OZ兵）
- DEAD ISLAND
- デュラララ!! 3way stand off -alley-（黄巾賊）

2012年
- アガレスト戦記 Mariage（リベロス）
- 源狼 GENROH（平教経）
- 第2次スーパーロボット大戦Z 再世篇（OZ兵）

2013年
- スーパーロボット大戦Operation Extend（ガイロス帝国兵）
- ドットカレシ -We're 8bit Lovers!-

2014年
- 第3次スーパーロボット大戦Z 時獄篇（OZ兵）
- もっと姉、ちゃんとしようよっ! +PLUS（富士見流動）

2016年
- 悠久のティアブレイド -Lost Chronicle-（ローラント）

2017年
- 悠久のティアブレイド -Fragments of Memory-（ローラント）

#### オンラインゲーム
- グランディアオンライン
- TANTRA（アスラ）

### ドラマCD
- Vassalord.〜インキュバスは一度名を呼ぶ（兵士）
- オリンポス
- キスができない、恋をしたい
- キッズログ（リチャード・ケインズ）
- 玉帝の箱庭（雄舜）
- クリムゾン・スペル2（魔神）
- こいけん! ドラマCD 一人足りない一週間（渚マネージャー）
- サモンナイトX
- タナトスの双子1917：憲兵
- ドラゴンネスト プレリュード〜運命の目覚め〜（賢者）
- ハイガクラ
- 蜂の巣（ファン）
- BLUE ROSES 〜妖精と青い瞳の戦士たち〜 AFTER BLUE STORY（黒服）
- レオパード白書

### 吹き替え

#### 実写
- 明日、君がいない（ジェームス）
- A TIME OF WAR タイム・オブ・ウォー 戦場の十字架
- アトミック・ハリケーン（ジェリー）
- アメリカン・ホストクラブ（DJ）
- アンチヴァイラル（エドワード）
- エシュロン（ルイス）
- 紀元前1億年（マンリケス）
- クライマーズ（リー〈ジン・ボーラン〉[9]）
- GAMERS（ヤン）
- キング・オブ・マンハッタン 危険な賭け
- ザ・エッグ 〜ロマノフの秘宝を狙え〜（グレゴール）
- ザ・サイレント・ウォー（ビリー・ベーコン）
- ザック・エフロン in ダービースタリオン（ドナルド）
- スピーシーズXXX 寄生獣の甘い罠（ボー）
- ゾンビ処刑人（兵士）
- セレブな彼女の落とし方（トム・スタンスフィールド〈アシュトン・カッチャー〉）
- ダイアナ妃の小説家（アナウンサー）
- 天国へのシュート（実況アナウンサー）
- 特捜刑事スパルタン（パーカー）
- トランスミッション（オーレ）
- ヒラリー・ダフのハートオブミュージック（アナウンサー）
- ファイナル・デスゲーム（パブロ）
- プリズン・ヴァンパイア（トム）
- ベルベット・アサシン（手下）
- MAXX!!! 鳥人死闘篇（組員、赤竜）
- ヤギと男と男と壁と（ゲーリー）
- 猟犬たちの夜 オルフェーヴル河岸36番地-パリ警視庁
- WILD・TRUCK（チャーリー）

#### アニメ
- きかせて!ピンキーゆかいなお話（ドラキュラ）

### ラジオ
- 純子と涼のアシタヘストライク! 内番宣ナレーション

### ナレーション
- アルコニックス（TV-SPOT）
- アニメ進化論（TBS）
- JAM Project MAXIMAIZER〜Decade of Evolution〜（TV-SPOT）
- ケミホタル（TV-SPOT）
- 2009年ニュースな美女!キレイの新常識30連発!（日本テレビ）
- lecca『My measure』（TV-SPOT）
- 1st hall（TV-SPOT）
- V6 『READY?』（TV-SPOT）
- 『MY DREAM(マイドリーム)』スペシャル（CSアジアンドラマチックTV）
- 24h cosme（WEB）
- スケット・ダンス（WEB）
- 妻と罰
- 藤井フミヤ Liveコンサート Sweet Groove（TV-SPOT）
- おかっちMC
- 月曜プレミア！（TV-SPOT）
- 茂原七夕祭り2011（千葉テレビ）
- タッキー&翼 ミニアルバム【TRIP & TREASURE】（TV-SPOT）
- アデランス（TVCM）
- ActONTV 人生を楽しむ髪へ・増毛の最新技術
- ActONTV みかこエクササイズ
- ActONTV マルジャン
- QBハウス（TV-SPOT）
- 焼き肉 京昌園（TV-SPOT）
- 横浜市 企業誘致PV
- ばら・す大図鑑
- ミスメーテルコンテスト2011

### ボイスオーバー
- アブグレイブの消えない闇〜刑務所虐待・真実の対話〜（NHK）
- ミス・ホアンのお手軽チャイニーズ（NHK）
- 幻のアトランティス〜滅亡の真相に迫る〜（NHK）
- ドキュメンタリーWAVE 地球海・難民島（NHK-BS）
- チュニジア（NHK-BS）
- 緊急報告 リビア・市民蜂起の真実（NHK-BS）
- ゴルフバディ（SKY PerfecTV!）
- 鹿島アントラーズＦＣ番組 TOSTEM presents ANTLERS REPORT（SKY PerfecTV!）
- 夢の扉（TBS）
- 地球感動配達人 走れ!ポストマン（TBS）
- ブラマヨ衝撃ファイル 世界のコワ〜イ女たち（TBS）
- 妻と罰（TBS）
- やっちまった伝説（TBS）
- 草野満代と渡辺徹が行く!世界のエネルギー最前線（日本テレビ）
- スッキリ!!（日本テレビ）
- 3秒後のキセキ（フジテレビ）
- 世界衝撃映像社（フジテレビ）
- ホメられてノビるくんA（フジテレビ）
- 世界温泉遺産（日本テレビ）
- 池上彰の世界を見に行く！（テレビ東京）
- 突撃解明知らないとコワイ世界（テレビ東京）
- ICORP時空間秩序プロジェクト〜生命システムの謎に迫る〜（WEB）
- 講談社漫画大賞